# Hazal Kaya
Leyla Hazal Kaya (n. 1 octombrie 1990, Istanbul, Turcia) este o actriță turcă.